# ابراهیم عرابی
ابراهیم عرابی (انگلیسی: Ibrahim Orabi؛ زادهٔ ۱۹۱۲) کشتی‌گیر فرنگی اهل مصر بود.
وی در مسابقات کشوری و بین‌المللی در مجموع برندهٔ ۱ مدال برنز شده‌است.